# Promachus beesoni
Promachus beesoni är en tvåvingeart som beskrevs av Ricardo 1921. Promachus beesoni ingår i släktet Promachus och familjen rovflugor.
Artens utbredningsområde är Myanmar. Inga underarter finns listade i Catalogue of Life.